# Purwa Bhadrapada (nakszatra)
Purwa Bhadrapada lub Purwa Bhadra (Dewanagari: पूर्वभाद्रपदा / पूर्वप्रोष्ठपदा, trl Pūrva Bhādrapada) – nakszatra, rezydencja księżycowa.
Termin używany w astrologii dźjotisz do określenia części Zodiaku, która położona jest w  Rybach.
Purwa Bhadrapada to konstelacja porządku. Jako czas przynosi wysiłek ponad możliwości człowieka.